# Elfi Kreiter

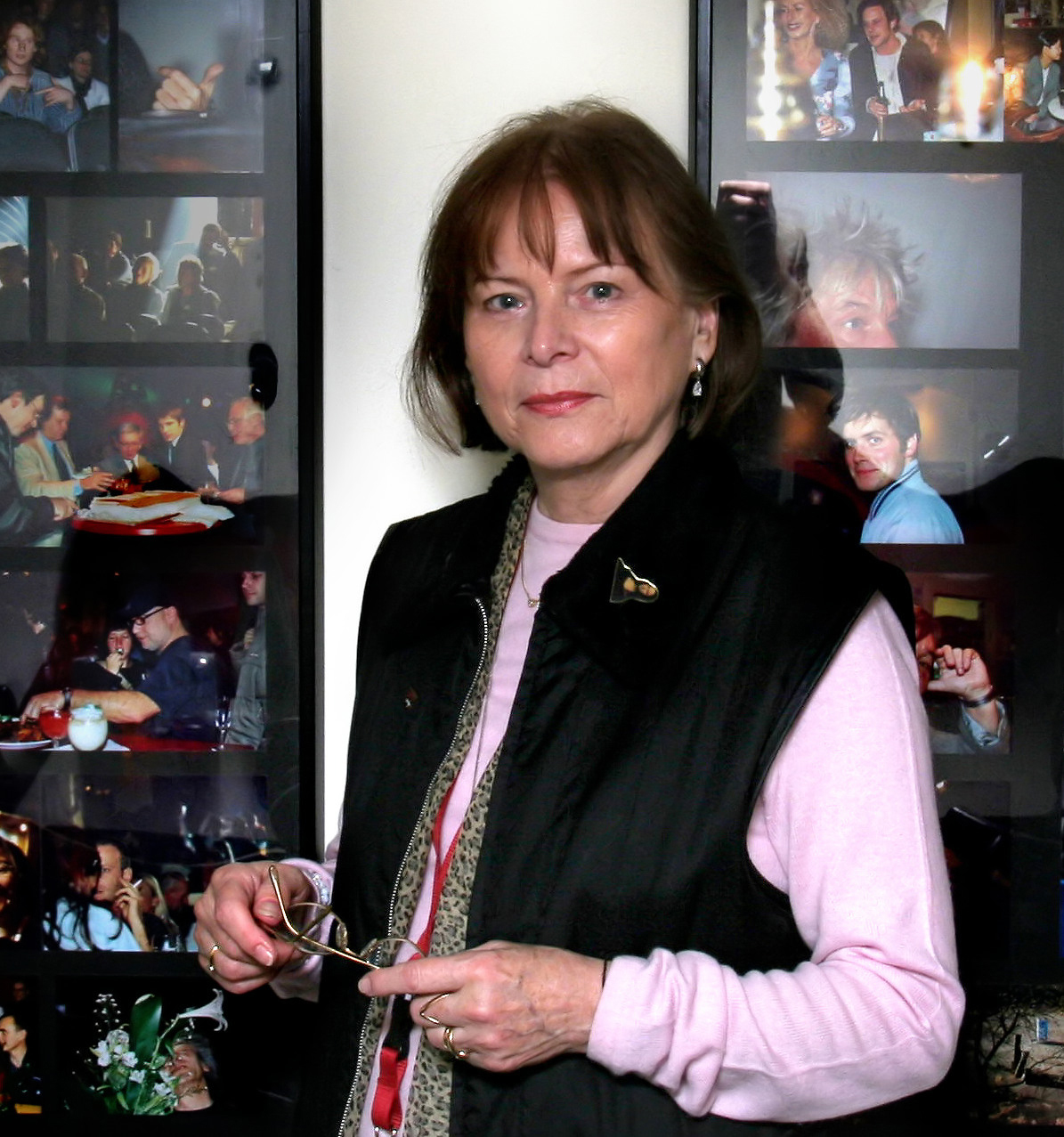
Elfi Kreiter (2006) bei den Duisburger Dokumentarfilmtagen.

Elfi Kreiter (* 24. Mai 1936; † 22. September 2024) war eine deutsche Schnittmeisterin, die zunächst für den SDR und dann für das ZDF vorwiegend im dokumentarischen Bereich arbeitete. Sie montierte unter anderem viele preisgekrönte Dokumentarfilme von Georg Stefan Troller und Hans-Dieter Grabe. Dabei entstanden schnitt-stilistisch völlig unterschiedliche Filme, rasant-virtuos die einen, in großen ruhigen Bögen erzählend die anderen. Sie verglich das Gestalten eines Films im Schneideraum mit dem „Komponieren“ von Musik. Elfi Kreiter (bis 1980 Elfi Harder) erhielt 1991 als erste Editorin für ihr Werk einen Grimme-Preis (Spezialpreis in Gold). Ein Jahr später bekam sie den Deutschen Kamerapreis für den Schnitt der ZDF-Reportage Pére Aristide – Letzte Chance für Haiti.

## Filmografie (Auswahl)

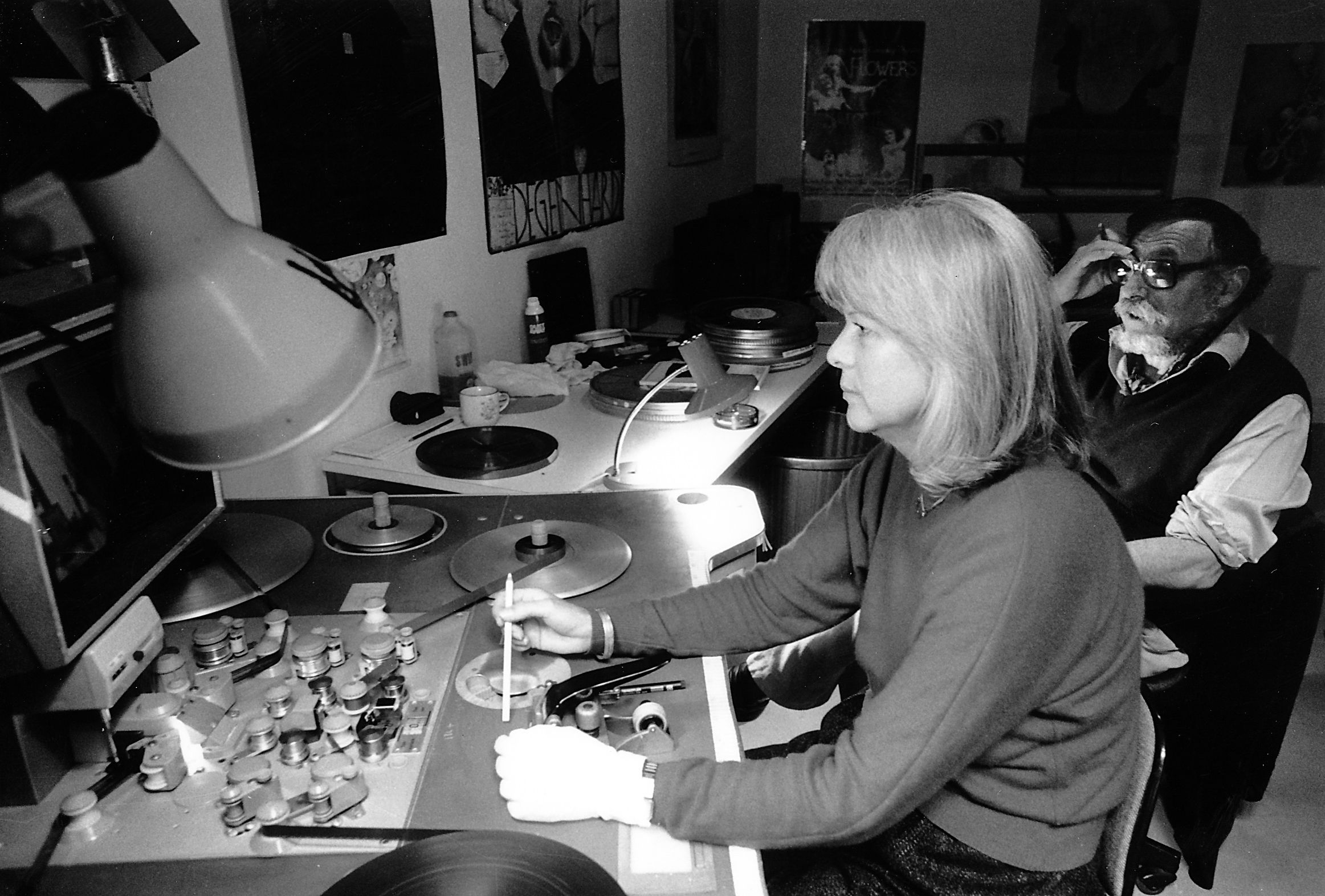
Elfi Kreiter und Georg Stefan Troller beim Schnitt einer Personenbeschreibung im Pariser ZDF-Studio (1986)

- 1970: Nur leichte Kämpfe im Raum Da Nang (H.D. Grabe)
- 1974: Muhammad Ali. Der lange Weg zurück (Personenbeschreibung / G.S. Troller)
- 1975: Peter Handke in Paris (Personenbeschreibung / G.S. Troller)
- 1977: Ron Kovic. Warum verschwindest Du nicht? (Personenbeschreibung / G.S. Troller)
- 1980: Schneide, aber schneide nicht tief (Eva Hoffmann)
- 1981: Begegnung im Knast (Personenbeschreibung / G.S. Troller)
- 1982: Bullenreiter. Die längsten 8 Sekunden der Welt (Personenbeschreibung / G.S. Troller)
- 1983: Russ Meyer – Sex, Gewalt und Autos (Personenbeschreibung / G.S. Troller)
- 1985: Hiroshima, Nagasaki – Atombombenopfer sagen aus (H.D. Grabe)
- 1985: Leonard Cohen. Halleluja in Moll (Personenbeschreibung / G.S. Troller)
- 1986: Albert Race Sample – Überleben in Texas (Personenbeschreibung / G.S. Troller)
- 1986: Abdullah Yakupoglu – „Warum habe ich meine Tochter getötet?“ (Lebenserfahrungen / H.D. Grabe)
- 1988: Art Spiegelman – von Katzen und Mäusen (Personenbeschreibung / G.S. Troller)
- 1990: Dien, Chinh Cung und Tung – Lebensversuche in Vietnam (Lebenserfahrungen / H.D. Grabe)
- 1991: Pére Aristide – Letzte Chance für Haiti (ZDF-Reportage / G.S. Troller)
- 1991: Do Sanh (Lebenserfahrungen / H.D. Grabe)
- 1993: Niklas Frank – der Sohn des Mörders (Personenbeschreibung / G.S. Troller)
- 1994: Er nannte sich Hohenstein – Aus dem Tagebuch eines deutschen Amtskommissars im besetzten Polen 1940–42 (H.D. Grabe)

## Filme über Kreiter
- Schnitte in Raum und Zeit. Dokumentarfilm von Gabriele Voss und Christoph Hübner. Der Film beschreibt u. a. die Schnittarbeit Kreiters, 2006